# آشوت ساقاتلیان
آشوت ساقاتلیان (تولد ۱۲۹۲ خورشیدی) بانکدار، عضو اتاق بازرگانی تهران، مدیرعامل بانک تجارت خارجی ایران و از مدیران بانک ملی ایران

## زندگی و تحصیلات
آشوت ساقاتلیان فرزند هارطون در سال ۱۲۹۲ در شهر رشت متولد شد. تحصیلات ابتدایی و متوسطه را در همان شهر گذراند و از مدرسه آمریکایی رشت فارغ‌التحصیل شد. وی تحصیلات خود را در آموزشگاه عالی بانک ملی ایران، اداره حسابداری عالی در متروپولیتن کالج سنت البال انگلستان و بانک مرکزی آمریکا انجام داد.
وی در سال ۱۳۲۱ ازدواج کرد. ساقاتلیان سال‌های زیادی در بانک ملی اشتغال داشت و پس از ورشکستگی بانک توسعه صادرات، بانک ملی که از سهامداران عمده این بانک بود، سهم دیگر سهامداران را نیز خریداری کرد و بانک تجارت خارجی ایران را راه‌اندازی کرد و آشوت ساقاتلیان را به مدیرعاملی این بانک انتخاب نمود. سه بانک خارجی Bank of America, Deutsche Bank, Banca di Roma از سهامداران این بانک بودند.
از دیگر مشاغل وی:
- رئیس قسمت معاملات بانک ملی ایران شعبه رشت
- رئیس اداره ارز و اعتبارات اسنادی بانک ملی ایران شعبه بازار
- معاون بانک ملی ایران شعبه بازار
- معاون اداره خارجه بانک ملی ایران
- رئیس اداره خارجه بانک ملی ایران
- مدیرعامل کانون بانکها
- عضو هیئت‌مدیره انبارهای عمومی ایران[۲]

ساقاتلیان یکی از اعضای اولین هیئت‌مدیره بورس تهران در زمان افتتاح سازمان بورس و اوراق بهادار در سال ۱۳۴۶ بود. 